# История государства и права Украинской ССР (монография)
«История государства и права Украинской ССР» — русскоязычная монография по истории государства и права Украины, опубликованная в 1976 году киевским издательством «Наукова думка». Издание охватывает период истории государства и права Украинской ССР с 7 ноября 1917 года до 1975 года.
В 1981 году десять основных авторов (Бабий Б. М., Бражников В. Е., Бурчак Ф. Г., Мрига В. В., Павловский Р. С., Потарикина Л. Л., Рогожин А. И., Таранов А. П., Терлецкий В. М. и Фукс С. Л.) были удостоены Государственной премии Украинской ССР в области науки и техники.

## Предыдущие работы
В 1961 году в киевском издательстве Академии наук Украинской ССР тиражом 7 000 экземпляров на украинском языке была издана книга «История государства и права Украинской ССР (1917—1960)» (укр. «Історія держави і права Української РСР (1917—1960)»). Эта книга позиционировалась как первая, которая систематизировано излагает «историю Украинского Советского государства и права с момента их возникновения, то есть с Великой Октябрьской социалистической революции, до начала периода развёрнутого строительства коммунизма в СССР».

## Авторский коллектив
Ответственным редактором издания стал академик АН Украинской ССР Б. М. Бабий, двумя другими редакторами стали доктор юридических наук А. П. Таранов и доктор исторических наук В. М. Терлецкий.
В написании данной монографии приняли участие учёные из Института государства и права АН Украинской ССР (Б. М. Бабий, В. Е. Бражников, В. В. Мрига, Л. Л. Потарикина, И. М. Разнатовский, А. Д. Соловьёв, А. П. Таранов и В. М. Терлецкий), Харьковского юридического института (Павловский Р. С., А. И. Рогожин, И. П. Сафронова и С. Л. Фукс), юридического факультета Киевского государственного университета им. Т. Г. Шевченко (С. Е. Макогон и Ар. П. Ткач), Высшей высшей школы МВД Украинской ССР (П. П. Михайленко) и аппарата[uk] Верховного совета Украинской ССР (Ф. Г. Бурчак),. Редакционную коллегию издания возглавил академик АН Украинской ССР В. М. Корецкий, а её членами стали авторы издания — кандидаты наук Б. М. Бабий, И. М. Разнатовский, А. П. Таранов и В. М. Терлецкий. 8 авторов имели учёную степень доктора наук (7 — юридических и 1 — исторических), а остальные 5 — кандидата юридических наук. Также двое из них были членами Академии наук Украинской ССР (Б. М. Бабий — действительным членом, и П. Е. Недбайло — членом-корреспондентом).

## Оценки и признание
В 1981 году десять основных авторов издания (Бабий Б. М., Бражников В. Е., Бурчак Ф. Г., Мрига В. В., Павловский Р. С., Потарикина Л. Л., Рогожин А. И., Таранов А. П., Терлецкий В. М. и Фукс С. Л.) были удостоены за него Государственной премии Украинской ССР в области науки и техники.